# Mounir Aichi
Mounir Aichi (en arabe : منير عيشي) est un footballeur algérien né le 7 mars 1992 à Maghnia dans la wilaya de Tlemcen. Il évolue au poste de milieu offensif au Bisha FC.

## Biographie
Il évolue en première division algérienne avec les clubs du CR Belouizdad, du CS Constantine, de l'USM El Harrach, de l'USM Bel Abbès et enfin du WA Tlemcen. Il dispute actuellement 77 matchs en inscrivant 8 buts en Ligue 1.
Il dispute la Ligue des champions de la CAF saison 2018-19 avec Constantine. Il joue trois matchs dans cette compétitions africaine.

## Palmarès
CS Constantine
- Championnat d'Algérie (1) :
  - Champion : 2017-18.

- Supercoupe d'Algérie :
  - Finaliste : 2018.